# علف‌بره
علف‌بره (نام علمی: Festuca ovina) نام یک گونه از تیره گندمیان است.

## نگارخانه

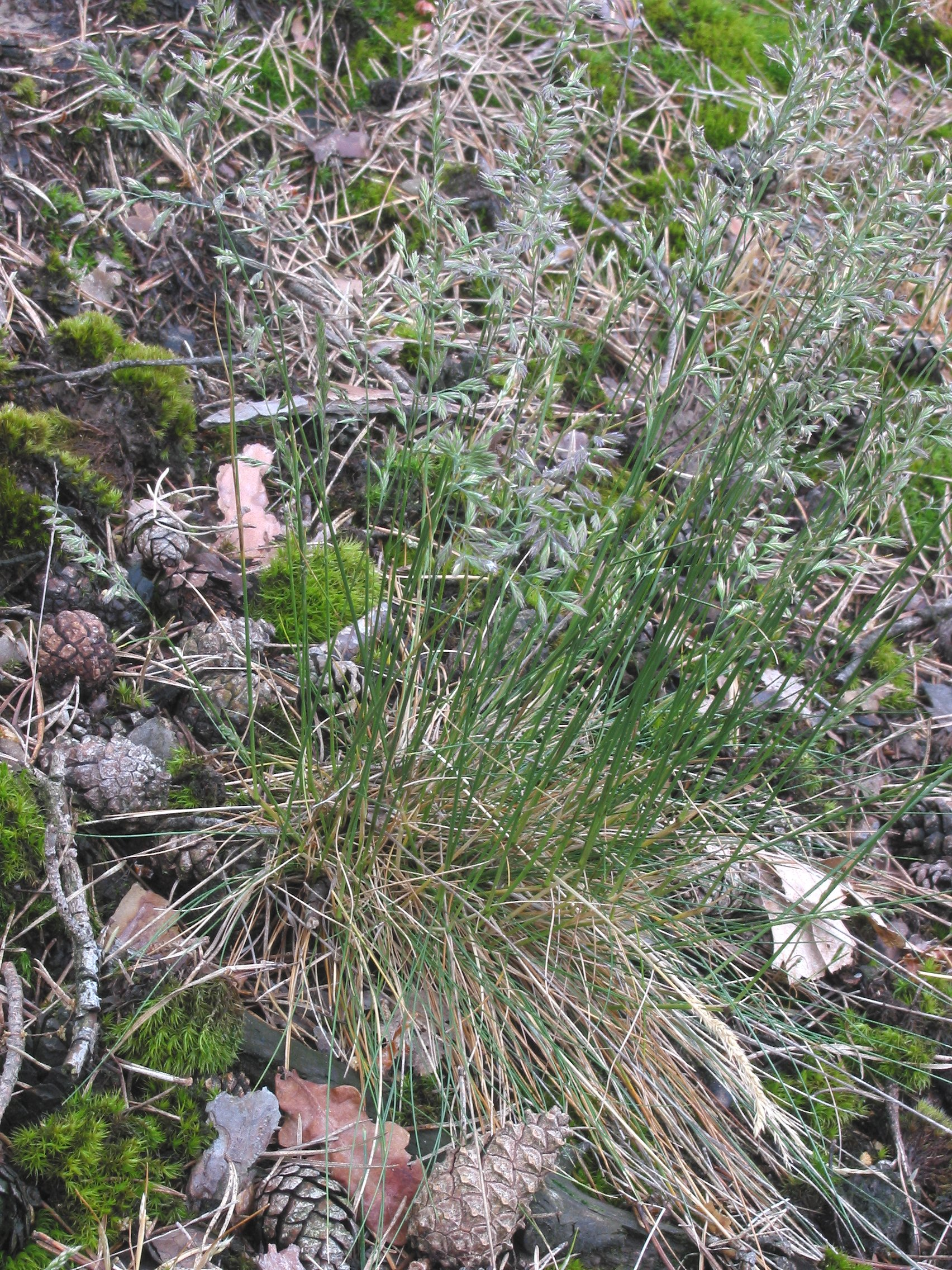
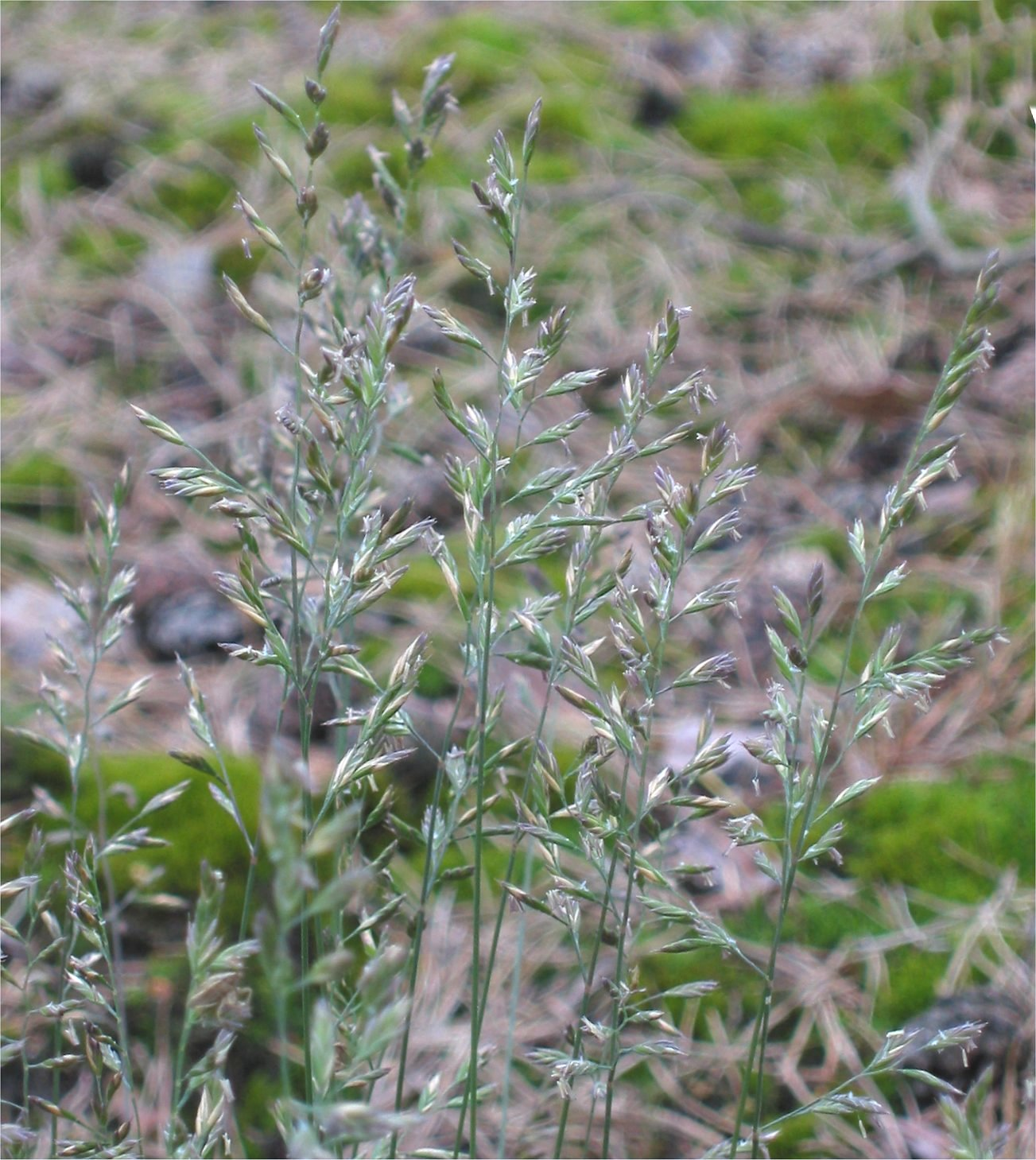
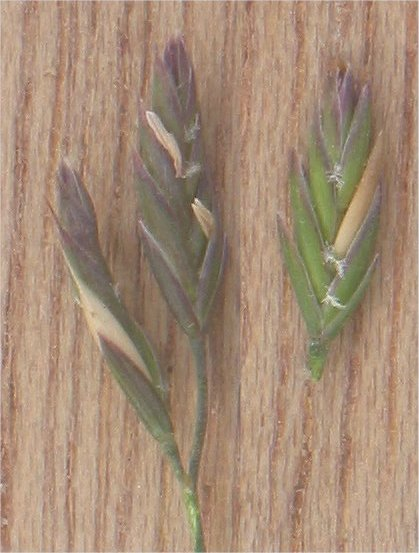
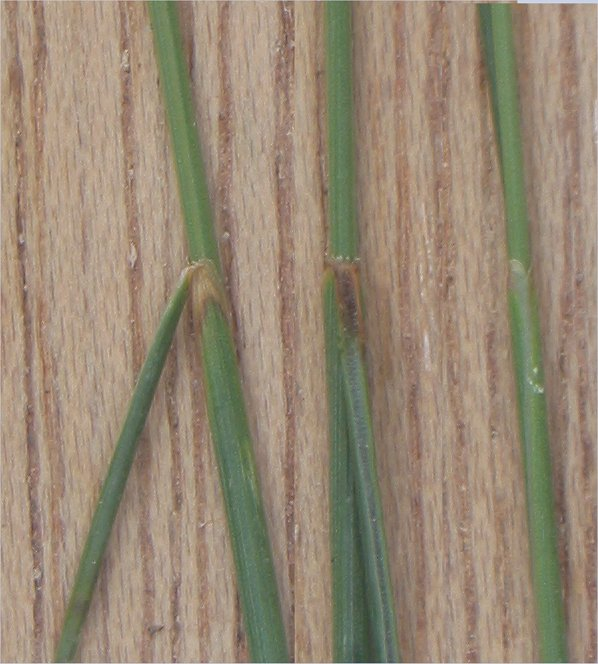
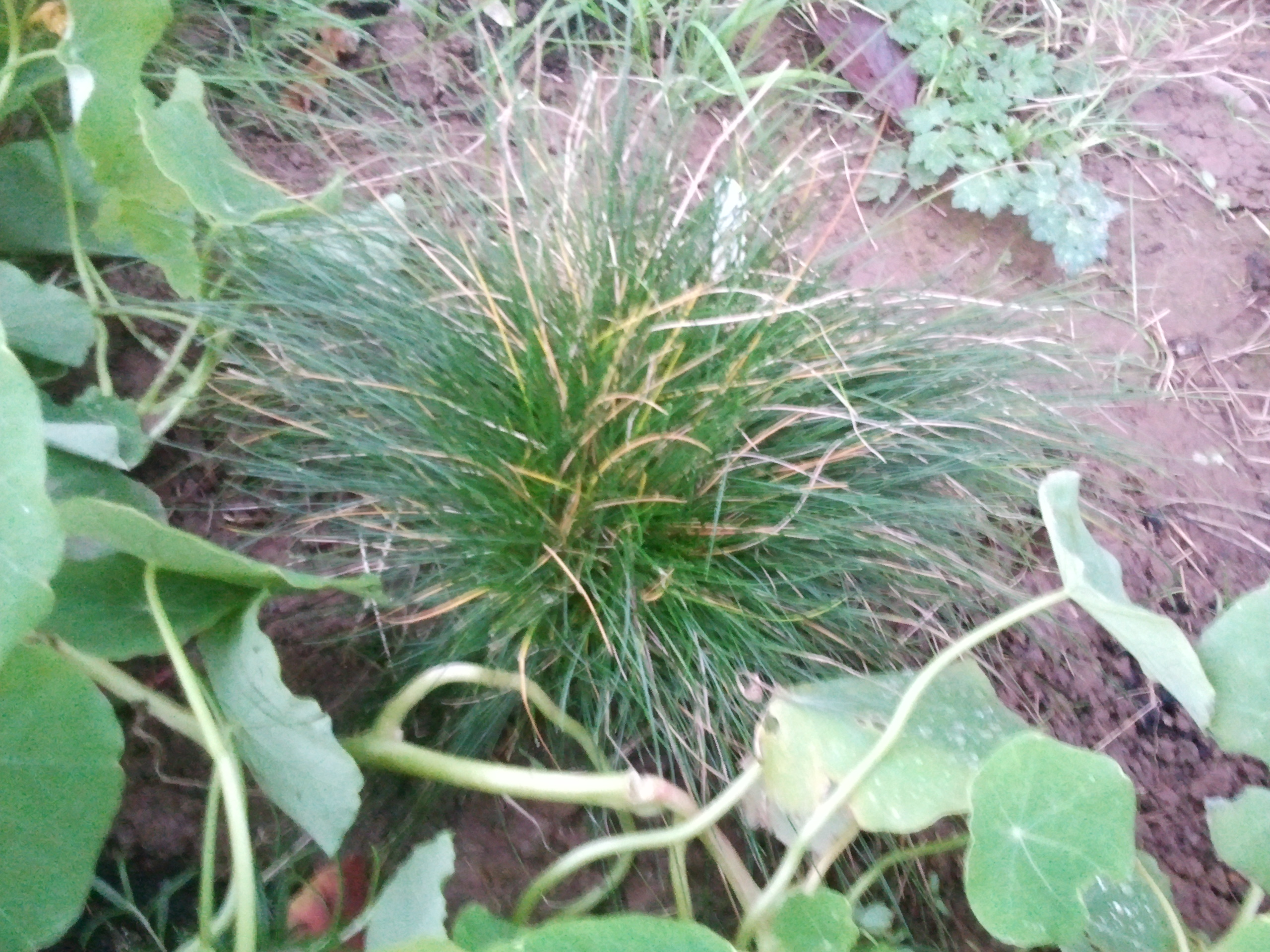